# مجالد

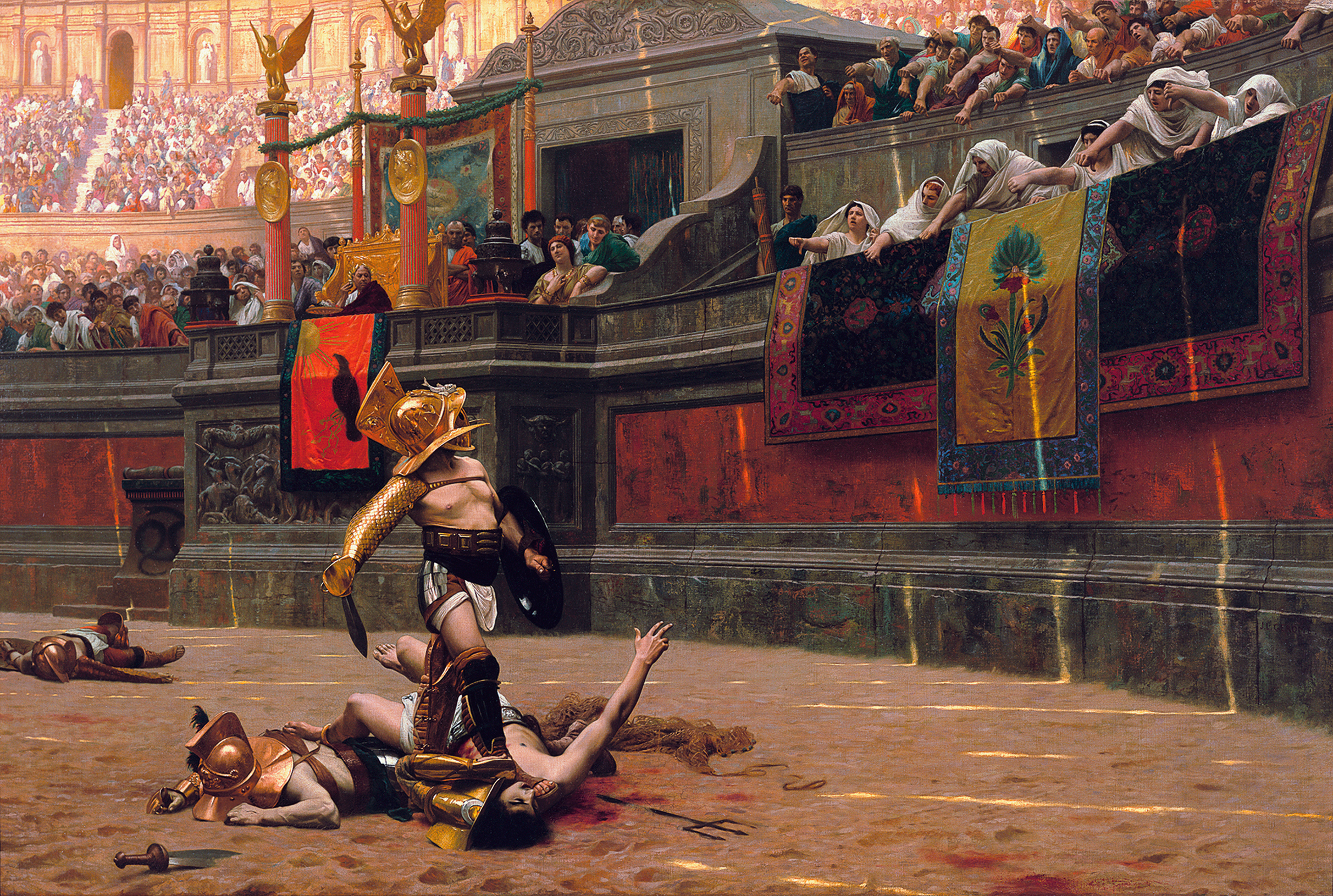
Pollice Verso ("With a Turned Thumb"), an 1872 painting by Jean-Léon Gérôme

المُجَالِد هو المقاتل المسلح الشرس الذي يخوض لعبة الموت مع أشرس الحيوانات المفترسة وأقوى المقاتلين لإمتاع الجمهور. وهو مقاتل محترف ليس لديه ما يخسره، فقتاله داخل الحلبة قتال حتى الموت. كان معظم المُجالد من العبيد وأسرى الحرب الأشداء والأقوياء، يتم تدريبهم داخل مدارس أشبه بسجون، على يد محترفين من الجيش الروماني. وكان بعض الملوك يدخلون الحلبة لكسب شهرة وشعبية بين الناس. فينازلون مصارعين شبه عزل مزودين سيوفًا خشبية، أو حيوانات مريضة وعاجزة. وبذلك ينال هؤلاء الملوك الشهرة من دون أن يعرّضوا حياتهم لخطر حقيقي. كان لكلّ أسرة حاكمة وغنية مُجالد خاص بها يعكس مستواها الاجتماعي من خلال لباسه وتدريبه. فإعداد مُجالد كان عملية باهظة الكلفة، لما يتطلبه المقاتل من ملبس وغذاء وعناية طبية. وكان من يرفض التدريب أو خوض المعارك، يرسل مباشرة إلى الحلبة ليلقى حتفه ويكون عبرة للآخرين. مهد هذه اللعبة، هو مدينة كوبوا الإيطالية حيث المدارس ومعسكرات التدريب.

## التأثيل
Gladiator هي كلمة لاتينية الأصل مشتقة من (gladius، نقحرة: غلاديوس) وتعني السيف، فالمُجالد هو رجل السيف.

## سلاح المجالد

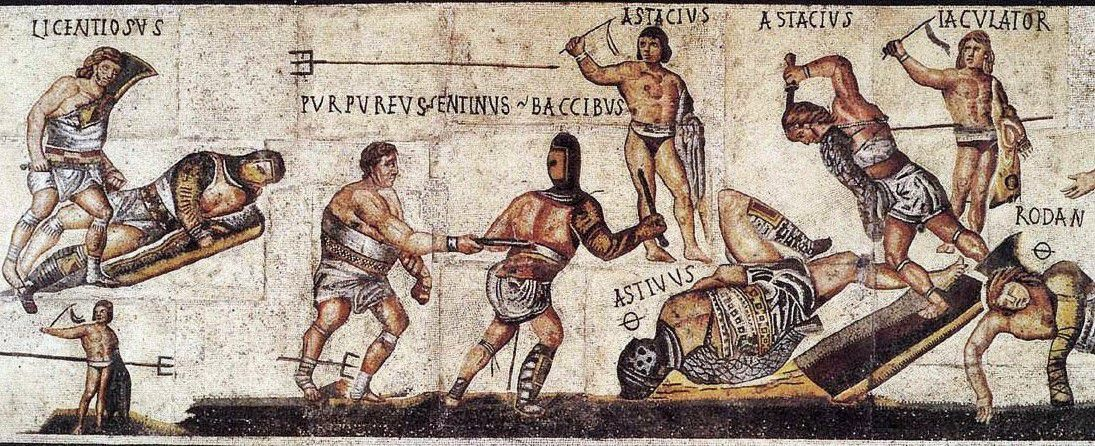
جزء من فسيفيساء موجودة في روما

كان المحارب يرتدي أجود أنواع الثياب وأغلاها ثمنًا، وذلك نظرًا إلى التنافس الحاد بين الأسر الحاكمة، والتي يخوض المقاتلون اللعبة باسمها. وكان المُجالد يعتمر خوذة مصنوعة من المعدن القوي، تغطّي رأسه بالكامل وحتى عنقه احيانًا. كما كان يرتدي درعًا معدنيًا مزخرفًا لحماية جسده وأطرافه من الكدمات القوية. وبهدف كسب المزيد من الشهرة، خاض البعض معاركهم مجرّدين من أي درع، فكانت مبارياتهم أكثر تشويقًا وإثارة. لقد اعتمد المُجالد على السيف كسلاح أساسي في القتال والمواجهة، كما استخدم بعضهم الشباك لالتقاط الخصم، ومن ثم طعنه بخنجر على مرأى من الجمهور.

## أنواع المجالدين
يمكن أن نميّز المُجالد بحسب طبيعة قتاله الخصم وطبيعة الأسلحة التي يستخدمها، وذلك وفق ما يلي:
• الفرسان (Eques): هم الذين يواجهون مُجالد من النوع نفسه، يمتطون الخيل ويحملون سيوفًا طويلة، وغالبًا ما يصبح القتال وجهًا لوجه على أرض الحلبة.
• حامل الرمح أو جندي السلاح الثقيل (Hoplomachus): مقاتل مقدام شرس، يتمتع بدقة كبيرة في الإصابة، يمكنه القضاء على خصمه بواسطة رمح من مسافات بعيدة. وإذا اقترب الخصم منه، بادره بغرز خنجر معكوف في جسده وأرداه قتيلًا. يرتدي هذا المُجالد درعًا حديديًا يغطي جسمه حتى أسفل قدميه، مما يحدّ من حركته.
• المهاجم (Provocator): هو أكثر المُجالد تسليحًا، درعه الثقيل يغطي معظم أعضاء جسده حتى الأطراف، ويعتمر خوذة كبيرة تصل إلى أكتافه. يحمل سيفًا ضخمًا بيده اليمنى ودرعًا مثلث الشكل باليد الأخرى. حركته بطيئة نسبيًا مما يجعله فريسة سهلة للمقاتلين.
• رجل الشبكة (ذو الشبكة): يتمتّع رجل الشبكة بلياقة بدنيّة عالية وخفّة وزن تخوّله التفوق على خصومه بسرعة. هو المُجالد الوحيد الذي لا يعتمر خوذة، ويكتفي بواقٍ صغير فقط يغطّي يده اليسرى. وبمهارة عالية يرمي الشبكة على خصمه لتلتف حوله، ومن ثم يقوم بطعنه طعنات متتالية بخنجره الصغير حتى يقضي عليه.

## المعركة داخل الحلبة

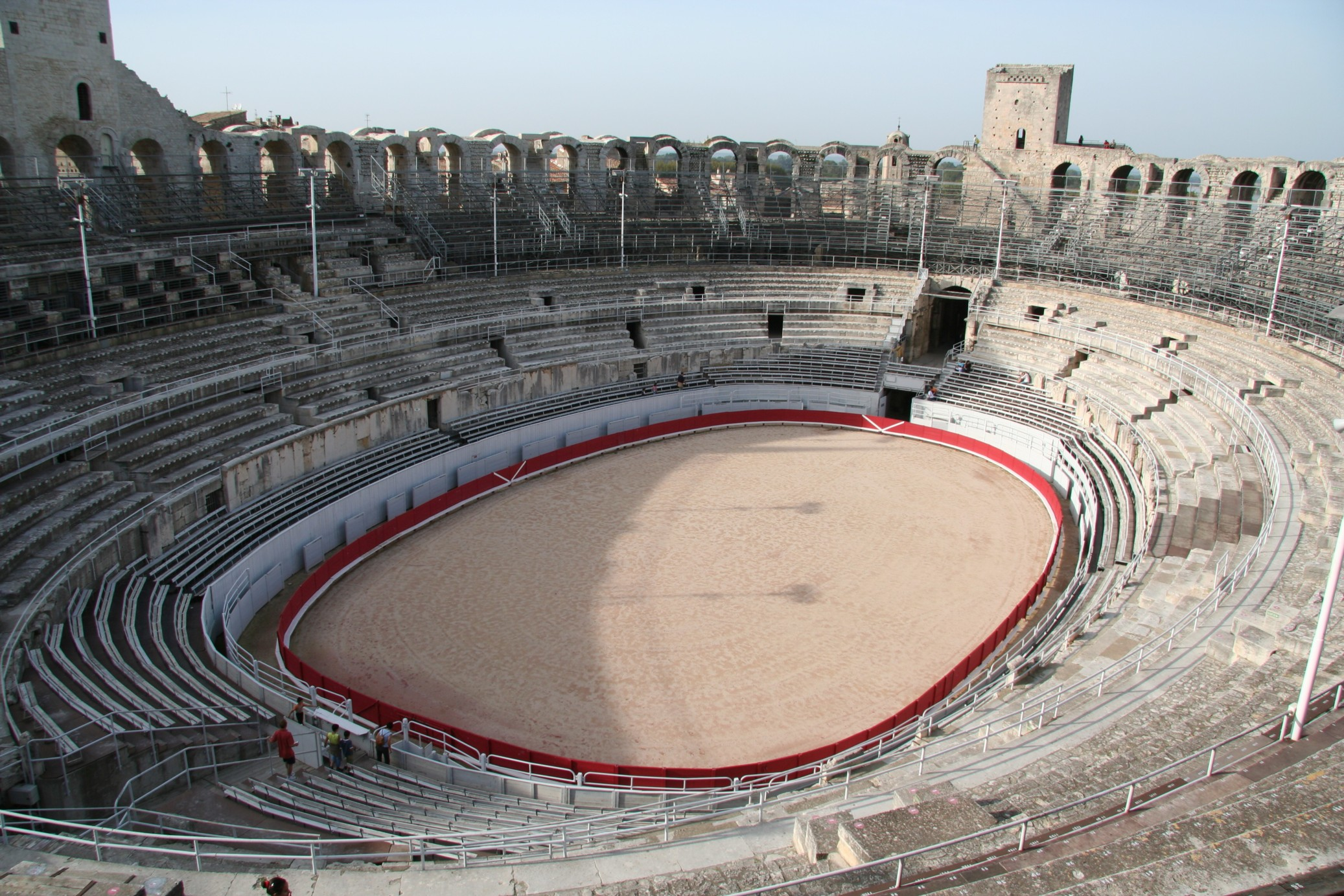
الساحة الرومانية من الداخل

تجري ألعاب المُجالد برعاية الأمبراطور، وبعد معزوفة موسيقية، يتمّ عرض الحيوانات المدرّبة، فيبدو المسرح أشبه بسيرك. يلي ذلك إعدام المجرمين بصورة مهينة ومؤلمة على مرأى من الجمهور للعبرة، إذ يلقى بهم داخل الحلبة مع حيوانات مفترسة وجائعة تأكلهم أحياء. وفي حالات استثنائية، كانوا يجبرونهم على القتال مع مُجالد من دون أي تدريب. في وقت لاحق، تبدأ المعركة الكبرى التي تتمثل بقتال ومنازلة المُجالد بأنواعهم المختلفة. بقرار من الحاكم تفتح أبواب الزنزانات ويخرج المتخاصمون إلى العراء، عندها يعمّ الصمت أرجاء المسرح وتحبس الأنفاس. بعد مضي لحظات، يشرع أحد المقاتلين بالصراخ ويهمّ بالانقضاض على خصمه فتشتعل المدرجات وتتعالى الهتافات، ويبدأ القتال الدموي الشرس (لا يدوم أكثر من عشرين دقيقة). ينهش المقاتلون أجساد بعضهم البعض، وتصبغ أرضية الحلبة باللون الأحمر الداكن. تنتهي المعركة عندما يسقط أحد المتنافسين أرضًا من شدة الإصابة، عندها يلقي المقاتل المهزوم سلاحه ويرفع سبابته للدلالة على الاستسلام. يبدأ الجمهور بالصراخ، وإذا رفع المتفرجون الإبهام إلى الأعلى، فذلك يعني أنهم يفضّلون للمُجالد المهزوم العيش، وإذا ما أشاروا بالإبهام إلى الأسفل، فيدلّ ذلك على أنهم يفضلون له الموت، لكن القرار النهائي يعود للأمبراطور. أما المُجالد الفائز فيفضل قتل خصمه المهزوم كي لا يتواجه معه مرة أخرى. عندما يتخذ القرار بالقتل، على المقاتل المهزوم تقبّل الأمر بكل كبرياء وعنفوان، فلا يرمش له جفن حتى يتلقى الضربة القاضية. وفورًا يتوجه رجل يحمل بيده مطرقة كبيرة يضرب بها القتيل ليتأكد أنه مات حقًا. ومن ثم يقوم اثنان من العبيد بسحب الجثة ورميها خارجًا. يقدّم للفائز الطعام والشراب ويمكن منحه وسام الحرية «روديس» في حال فوزه بعدد من المباريات، ما يخوّله العيش في روما كمواطن روماني عادي.

## أشهر المقاتلين
حفظ التاريخ أسماء عدد من المُجالد عرف منهم:
• تترايتس (Tetraites): مقاتل تمّ اكتشافه في العام 1817 من خلال رسم على جدران في بومباي، مشهور بشراسته، وبكفاءته العالية في استخدام الدرع والسيف.
• ماركوس اوتيلوس (Marcus Attilius): تمّ اكتشافه من خلال نقش حجري على فسيفساء (2007)، هو مواطن روماني تطوّع في صفوف المُجالد بسبب غرقه بالديون، وما لبث أن ظهر كمصارع قوي وعنيف، فقد هزم في اولى مبارياته هيلاروس الذي فاز بـ13 مباراة متتالية.
• كاربوفوروس (Carpophorus): فيما اشتهر المُجالد بمصارعة غيرهم من البشر، اشتهر كاربوفوروس بمصارعة الحيوانات المفترسة، فذاع صيته في أرجاء الأمبراطورية وكسب شهرة كبيرة بين الناس. هزم كارفورس دبًا، وأسدًا، وفهدًا في مباراة واحدة حتى أصبح الرومان يدعونه بهيركيليز. لم تدم مسيرة كاربوفوروس طويلاً إذ لقي حتفه في إحدى المباريات.
• فلاما (Flamma): عبد سوري الجنسية، تمتّع بقوة جسدية كبيرة وتوفي عن عمر ناهز الثلاثين عامًا. خاض ما يقارب 34 مباراة تكلّل معظمها بالفوز. منح الحرية (روديس-rudis) اربع مرات، لكنّه رفضها وقرّر متابعة القتال كمُجالد حتى آخر يوم في حياته.
• كومودوس (Commodus): أمبراطور روماني اعتبر نفسه شخصًا بالغ الأهمية. خاض المعارك داخل الحلبة مع مقاتلين عزل مزوّدين سيوفًا خشبية ومع حيوانات مفترسة مريضة عاجزة. لم يحظ بشعبية واسعة، فالفوز المحسوم أضاع متعة المشاهدة، كما اعتبرت مبارياته غير جديرة بالاحترام. شجعت أفعاله الشنيعة حاشيته للإطاحة به، فقاموا باغتياله.
• سبارتاكوس (Spartacus): أشهر مُجالد في التاريخ، واقوى المحاربين في التاريخ وهو جندي تراقي (التراقيون شعوب هندو أوروبية سكنوا ما يعرف بإقليم تراقيا الذي يضم بلغاريا ورومانيا ومولدوفا)، تمّ أسره في إحدى المعارك وبيع كعبد. بانت على سبارتاكوس مظاهر الحنكة والذكاء والقوة، فأدخل مدرسة المصارعة في كوبوا. وهناك تمكّن من إقناع 70 من المُجالد بالهرب والثورة على حاكم كوبوا. ولما استطاعوا الفرار إلى الجبال، بدأوا عملية تدريب واسعة شملت العبيد المحرّرين والفارّين. أسس سبارتاكوس جيشًا قويًا مما يقارب 70.000 جندي مدرّبين على يد أمهر المُجالد. حاول حكام كوبوا القضاء عليه ولكن من دون جدوى. ولما شكلت هذه الحركة الثورية خطرًا على روما، راحت تعدّ العدة للقضاء على سبارتاكوس وقواته. فحشد ماركوس ليسينيوس كراسوس الأمبراطور الروماني آنذاك جيشًا قويًا هاجم المتمردين، وتمكّن من القضاء على سبارتاكوس، كما تمّ أسر المئات من رجاله، وعُلّقت جثثهم على امتداد الطريق من كوبوا إلى روما ليكونوا عبرة للآخرين.

## معرض صور

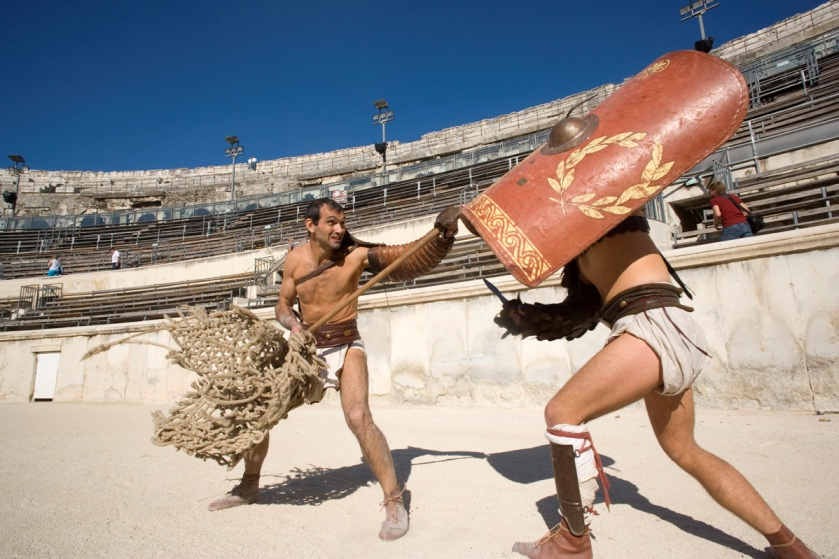
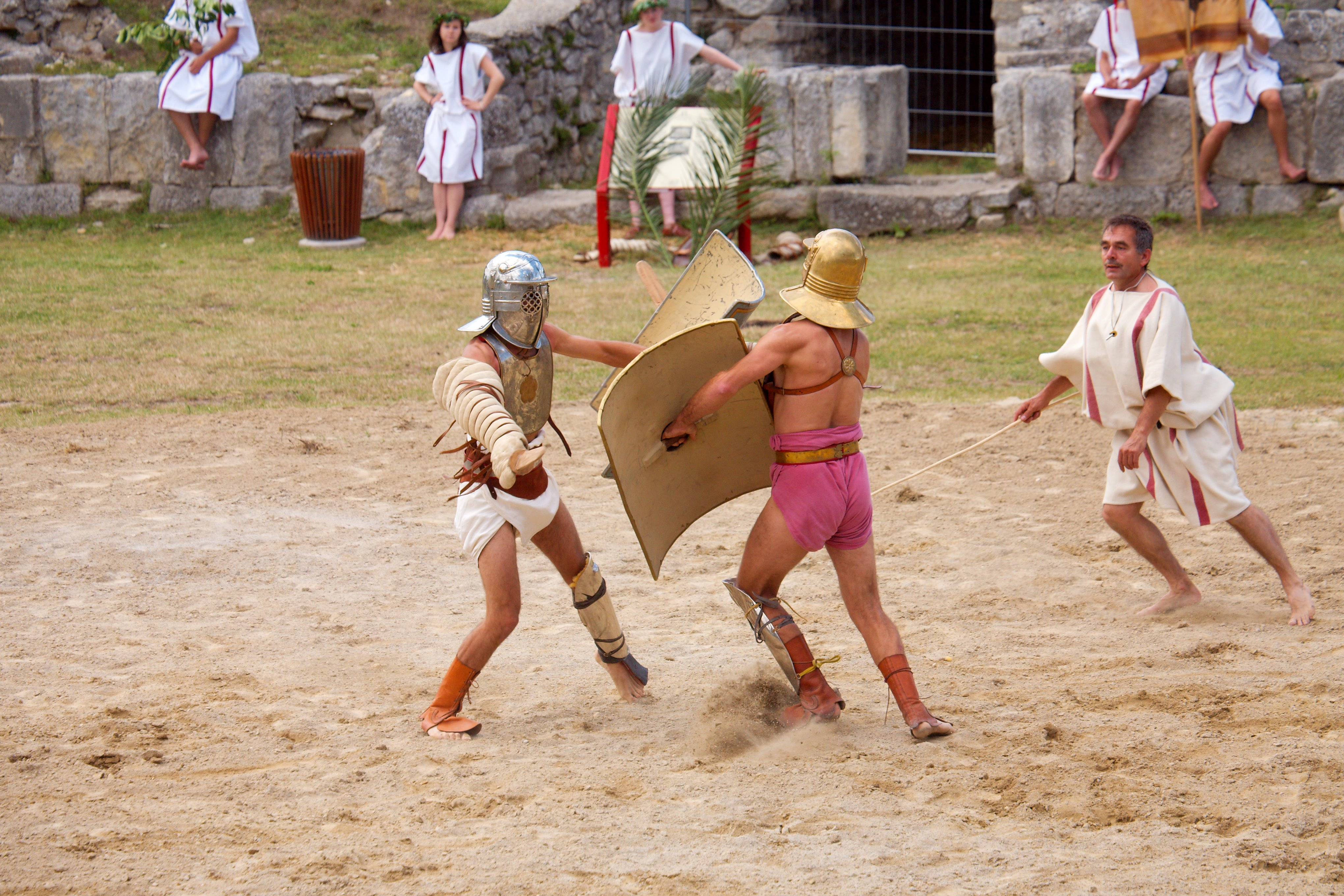
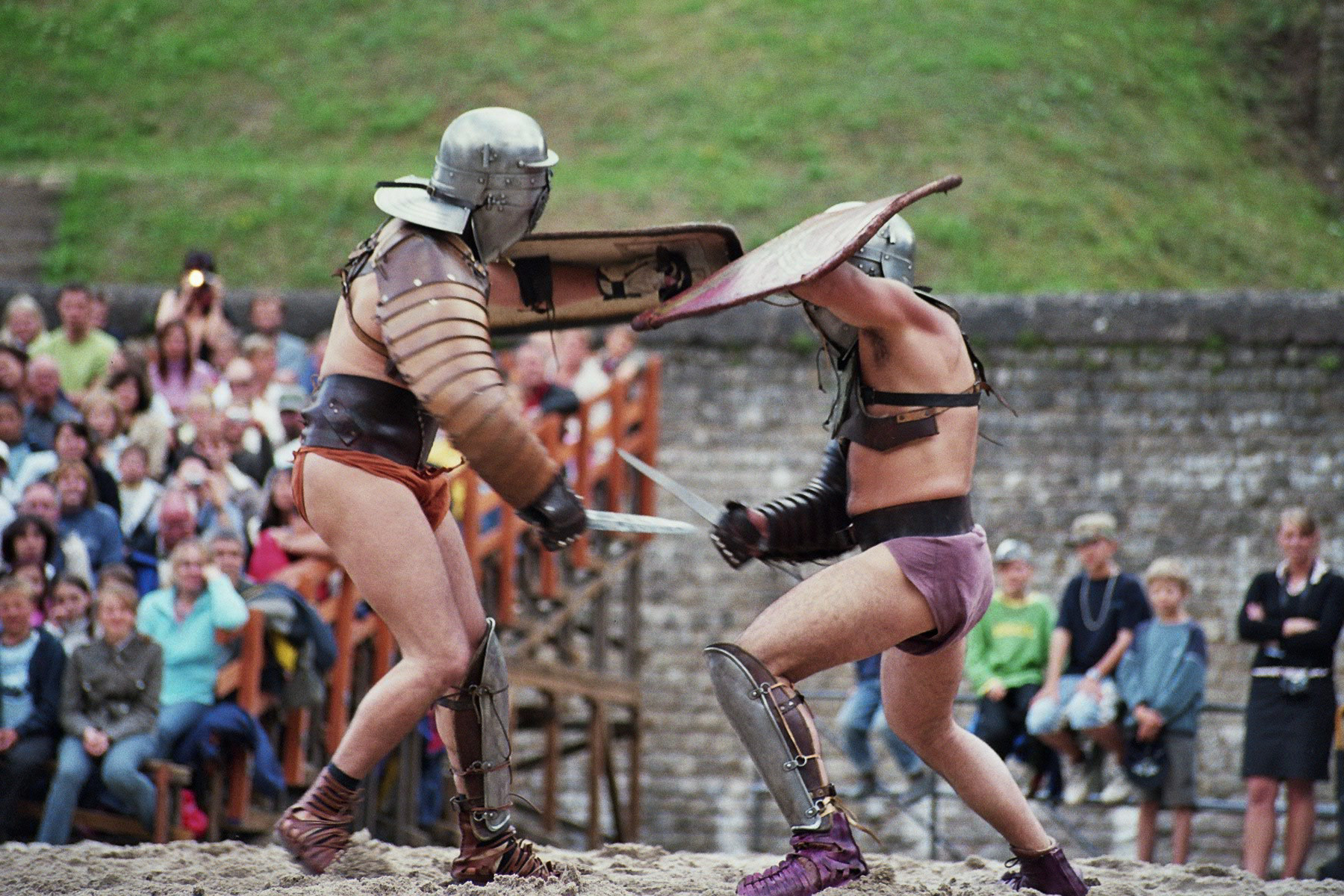